# Go-Kameyama
Go-Kameyama (後亀山天皇, Go-Kameyama Tennō; 1347 – 10 maggio 1424) è stato il 99º imperatore del Giappone secondo il tradizionale ordine di successione.

## Biografia
Regnò dal 1383 sino al 21 ottobre 1392. Figlio dell'imperatore Go-Murakami e fratello di Chōkei a cui successe, sua madre era Fujiwara Katsuko (藤原勝子). Poco si conosce delle sue consorti e dei suoi figli; si pensa che Tsuneatsu (恒敦) fosse suo figlio.
Alla sua morte il corpo venne seppellito nel Saga no Ogura no Misasagi, situato nella provincia di Yamashiro.